# Однолинейный терпуг
Однолинейный терпуг (лат. Hexagrammos agrammus) — морская донная рыба семейства терпуговых (Hexagrammidae).

## Описание
От других представителей рода бровастых терпугов его отличает наличие только одной боковой линии вместо пяти. Длина тела однолинейного терпуга до 29 см. Оно удлинённое, немного сжатое с боков. Чешуя мелкая. Окрас жёлто-бурый с тёмно-бурыми пятнами неправильной формы. Голова с двумя парами мочек. Одна пара бахромчатая, располагается над задним краем глаза, а вторая маленькая и неветвистая — на затылке. Грудные плавники широкие, округлые сзади.

## Распространение и места обитания
Обитает у побережья Северного Китая, Кореи и Японии. Теплолюбивый вид, на территории России изредка ловится в заливе Петра Великого. Держится обычно среди камней и морских трав.

## Поведение
Ведёт одиночный образ жизни.

## Однолинейный терпуг и человек
Вид не имеет хозяйственного значения.